# Montgomery Challenger 1979
Il Montgomery Challenger 1979 è stato un torneo di tennis facente parte della categoria ATP Challenger Series nell'ambito dell'ATP Challenger Series 1979. Il torneo si è giocato a Montgomery (Alabama) negli Stati Uniti dal 12 al  giugno 1979 su campi in cemento.

## Vincitori

### Singolare
Trey Waltke ha battuto in finale  Vincent Van Patten con il punteggio di 6–2, 4–6, 7–5

### Doppio
Eric Friedler /  Erik Van Dillen hanno battuto in finale  Tom Leonard /  Jerry Van Linge con il punteggio di 4–6, 6–3, 7–6